# Flugplatz Lüchow-Rehbeck

i7
i11
i13
Der Flugplatz Lüchow-Rehbeck (ICAO-Code: EDHC) ist ein Verkehrslandeplatz im Landkreis Lüchow-Dannenberg in Niedersachsen. Der Platz ist für Segelflugzeuge, Motorsegler, Ultraleichtflugzeuge und Motorflugzeuge mit einem Höchstabfluggewicht von bis zu zwei Tonnen sowie für Hubschrauber mit einem Höchstabfluggewicht von bis zu 5,7 Tonnen zugelassen.

## Geschichte
Der Flugplatz Lüchow-Rehbeck wurde in den Jahren 1934 und 1935 im Auftrag des Reichsluftfahrtministeriums als Feldflugplatz angelegt und mit der Landung einer Junkers W34 eingeweiht. Zunächst wurde er für die Pilotenausbildung auf Mustern wie der Focke-Wulf Fw 44 und der Arado Ar 66 verwendet. Ab 1944 wurden auch Segelflugpiloten auf Mustern wie SG38, Grunau Baby und DFS Kranich ausgebildet. Nach dem Zweiten Weltkrieg 1945 wurde der Flugbetrieb vollständig eingestellt. Im November 1954 übernahm dann der Luftsportverein Kreis Lüchow-Dannenberg das Gelände vom Landkreis Lüchow-Dannenberg und nahm den Flugplatz vorerst wieder in Betrieb, ehe der Luftsportverein Kreis Lüchow-Dannenberg e. V. Ende 1955 mit dem LSV Lüneburg fusionierte, und der Flugbetrieb in Rehbeck für weitere zehn Jahre zum Erliegen kam.
Im Jahr 1964 wurde der Luftsportverein Kreis Lüchow-Dannenberg e. V. in seiner derzeitigen Rechtsform wieder ins Leben gerufen. Seitdem fungiert er als Halter des Verkehrslandeplatzes Lüchow-Rehbeck und ermöglichte die erste Flugbewegung in Lüchow seit einem Jahrzehnt am 27. August 1965. Bis heute ist der LSV Kreis Lüchow-Dannenberg e. V. auf dem Verkehrslandeplatz aktiv und betreibt dort das Gelände, sowie diverse Muster an Motorflugzeugen, Motorseglern und Segelflugzeugen.

## Infrastruktur
Der Flugplatz ist der einzige im Landkreis Lüchow-Dannenberg und ermöglicht den Menschen aus der Region, sich aktiv in einem Luftfahrtsport zu betätigen. Auch Rundflüge sind von Rehbeck aus möglich.
Des Weiteren stellt der Flugplatz eine wichtige infrastrukturelle Anbindung des Landkreises, insbesondere für geschäftlich reisende Unternehmer aus der Region, dar.

## Zwischenfälle
- Am 6. Mai 2000 verlor die Pilotin eines Segelflugzeugs vom Typ Let L-13 Blanik bei einem Windenstart kurz nach dem Ausklinken in einer Höhe von 250 bis 300 Metern die Kontrolle. Das Flugzeug drehte sich dreimal um die Längsachse und prallte in einem relativ flachen Winkel auf den Boden auf. Die Pilotin wurde dabei schwer verletzt und das Flugzeug wurde schwer beschädigt.[3]

- Am 7. Juni 2003 fiel bei einem Rundflug anlässlich eines Flugplatzfestes in der Platzrunde bei einer Fuji FA 200-160 das Triebwerk aus. Der Pilot versuchte eine Notlandung auf einem Feld circa 850 Meter von der Schwelle der Piste 16 entfernt. Dabei kollidierte das Flugzeug mit einer etwa zehn Meter hohen Baumreihe am Feldrand, drehte sich um 180 Grad um die Querachse und schlug in Rückenlage auf dem Feld auf. Der 76-jährige Pilot wurde dabei schwer, seine beiden Passagiere leicht verletzt. Die Untersuchung der Bundesstelle für Flugunfalluntersuchung ergab, dass der Motor mangels Treibstoff versagt hatte. Der Tankwahlschalter war auf den linken, leeren Tank eingestellt.[4]

- Am 21. April 2012 erreichte eine Orličan L-40 Meta Sokol nach dem Durchstarten keine ausreichende Höhe, um den angrenzenden Wald zu überfliegen. Das Flugzeug wurde bei dem Versuch auf einem Feld notzulanden schwer beschädigt. Der Pilot, der sich alleine an Bord befand, wurde leicht verletzt.[5]